# 拉吉夫·欧斯夫
拉吉夫·欧斯夫（英語：Rajiv Ouseph，1986年8月30日—），印度裔英格蘭男子羽毛球運動員，擅長單打項目。

## 簡歷
拉吉夫·欧斯夫9歲時開始接觸羽毛球運動，起初跟父親 Joe 和姐姐 Reshmi 及 Rajanwas 在當地的一間俱樂部打球。
2005年3月，拉吉夫·欧斯夫代表英格兰参加荷蘭斯海尔托亨博斯举办的歐洲青年羽毛球錦標賽，赢得欧青赛男单冠军。
2008年11月，拉吉夫·欧斯夫出战蘇格蘭羽毛球國際賽，在男单决赛以2比0（21-17、21-8）击败了赛会6号种子、印度的阿南·帕瓦尔，夺得其首个国际赛冠军。
2009年4月，拉吉夫·欧斯夫出战芬蘭羽毛球公開賽，在男单準决赛以0比2（19-21、19-21）不敌赛会6号种子、丹麦的Peter Mikkelsen。同年10月，他出战荷蘭羽毛球大獎賽，在男单準决赛以1比2（21-23、21-12、7-21）不敌赛会6号种子、荷兰的方發財。
2010年4月，拉吉夫·欧斯夫代表英格兰参加本国举办的歐洲羽毛球錦標賽，赢得欧锦赛男单季军。同年7月，他參加世界羽聯大獎賽美國公開賽男子單打比賽，在決賽中以2比0（21-17, 21-9）擊敗法國對手，奪得冠軍。
2011年11月，拉吉夫·欧斯夫出战蘇格蘭羽毛球國際賽，在男单决赛以2比0（21-18、21-10）击败了赛会14号种子、队友的卡尔·巴克斯特，赢得冠军。同年12月，他出战愛爾蘭羽毛球國際賽，在男单决赛因对手途中退赛，赢得冠军。
2012年3月，拉吉夫·欧斯夫出战芬蘭羽毛球公開賽，在男单决赛以2比1（21-18、16-21、21-18）击败了瑞典的亨利·胡尔斯凯宁，赢得冠军。同年7月，他代表東道主英國出戰倫敦舉行的奥林匹克运动会羽毛球比賽男子單打項目，在小組賽階段先以2比1戰勝瑞典的亨利·胡尔斯凯宁，後以1比2負於危地馬拉的凯文·科登，最終以一勝一負的小組次名成績出局。同年10月，他出战碧特博格羽毛球黃金大獎賽，在男单準决赛以1比2（21-14、17-21、21-23）不敌赛会5号种子、中華台北的周天成。
2013年3月，拉吉夫·欧斯夫出战法國羽毛球國際賽，在男单决赛以2比0（21-15、21-15）击败了丹麦的郭忠全，赢得冠军。同年4月，他出战芬蘭羽毛球公開賽，在男单决赛以2比0（21-16、21-12）击败了赛会2号种子、乌克兰的德米特罗·扎瓦德斯基，赢得冠军。同年8月，他參加中國廣州舉行的世界羽毛球錦標賽，出戰男子單打項目，在首圈就以0比2（11-21、15-21）負於15號種子、馬來西亞的张维峰出局。同年10月，他出战倫敦羽毛球黃金大獎賽，在男单準决赛以0比2（18-21、14-21）不敌中国的田厚威。
2014年4月，拉吉夫·欧斯夫代表英格兰参加俄羅斯喀山举办的歐洲羽毛球錦標賽，在男单决赛以0比2（18-21、10-21）不敌赛会头号种子、丹麦名将的简·奥·约根森，赢得亚军。同年7月，他代表英格兰参加苏格兰格拉斯哥举办的英聯邦運動會羽毛球比賽，在率先进行的团体赛。英格兰队赢得银牌；在男单準決賽以1比2（21-17、19-21、18-21）不敌赛会2号种子、印度的卡夏普·帕鲁帕利，在季軍戰以1比2（15-21、21-14、19-21）再次不敌另一名印度的G·M·V·加卢西达，获得第四名。同年8月，他參加丹麥哥本哈根舉行的世界羽毛球錦標賽，出戰男子單打項目。首圈即遇上16號種子、馬來西亞的张维峰，他終以2比1（17-21、24-22、21-16）力克對手晉級，但在第二圈就以0比2（18-21、13-21）不敵印度的斯里坎特·基达姆比出局。同年10月，他出战荷蘭羽毛球大獎賽，在男单準決賽以0比3（8-11、7-11、5-11）不敌赛会13号种子、印度的阿贾伊·贾亚拉姆。
2015年1月，拉吉夫·欧斯夫出战瑞典羽毛球大師賽，在男单决赛以2比0（21-15、21-17）击败了赛会6号种子、西班牙的巴勃罗·阿维安，赢得冠军。同年8月，他參加印尼雅加達舉行的世界羽毛球錦標賽，以16號種子身分出戰男子單打項目，但在首圈就以0比2（16-21、12-21）不敵泰國的达农沙·森颂汶素出局。同年10月，他出战碧特博格羽毛球黃金大獎賽，在男单準决赛以1比2（16-21、21-18、18-21）不敌赛会13号种子、香港的伍家朗。同年11月，他出战蘇格蘭羽毛球大獎賽，在男单决赛以1比2（19-21、21-11、16-21）不敌赛会头号种子、丹麦的汉斯-克里斯蒂安·维汀哈斯，赢得亚军。同年12月，他出战美國羽毛球大獎賽，在男单决赛以0比2（19-21、12-21）不敌赛会头号种子、韩国的李炫一，赢得亚军。
2016年4月，拉吉夫·欧斯夫代表英格兰参加法国永河畔拉罗什举办的歐洲羽毛球錦標賽，在男单準决赛以0比2（11-21、16-21）不敌赛会头号种子、丹麦的简·奥·约根森，赢得季军。
2017年4月，拉吉夫·欧斯夫代表英格兰参加丹麥科靈举办的歐洲羽毛球錦標賽，在男单决赛以2比0（21-19、21-19）击败了赛会5号种子、丹麦的安德斯·安东森，首次赢得欧锦赛男子单打冠军。
2018年4月，拉吉夫·欧斯夫代表英格兰参加澳大利亚昆士蘭州黃金海岸举办的英聯邦運動會羽毛球比賽，在率先进行的团体赛，英格兰队赢得季军；而个人赛方面，他在男单準決賽以0比2（10-21、17-21）不敌赛会头号种子、印度的斯里坎特·基达姆比，在季軍戰鏖战三局以2比1（17-21、25-23、21-9）击败了赛会3号种子、印度的普兰诺伊·H·S，赢得季军。同期4月，他代表英格兰参加西班牙韦尔瓦举办的歐洲羽毛球錦標賽，在男单决赛以0比2（8-21、7-21）不敌赛会头号种子、世界冠军的维克托·阿萨尔森，无缘卫冕。

## 主要比賽成績
只列出曾進入準決賽的國際賽事成績：
| 年份   | 賽事                       | 公開賽級別 | 項目     | 成績   |
| ------ | -------------------------- | ---------- | -------- | ------ |
| 2005年 | 歐洲青年羽毛球錦標賽       | 其他       | 男子單打 | 冠軍   |
| 2008年 | 蘇格蘭羽毛球國際賽         | 國際挑戰賽 | 男子單打 | 冠軍   |
| 2009年 | 芬蘭羽毛球公開賽           | 國際挑戰賽 | 男子單打 | 準決賽 |
| 2009年 | 加拿大羽毛球國際挑戰賽     | 國際挑戰賽 | 男子單打 | 冠軍   |
| 2009年 | 荷蘭羽毛球大獎賽           | 大獎賽     | 男子單打 | 冠軍   |
| 2010年 | 歐洲羽毛球錦標賽           | 其他       | 男子單打 | 準決賽 |
| 2010年 | 美國羽毛球黃金大獎賽       | 黃金大獎賽 | 男子單打 | 冠軍   |
| 2011年 | 蘇格蘭羽毛球國際賽         | 國際挑戰賽 | 男子單打 | 冠軍   |
| 2011年 | 愛爾蘭羽毛球國際賽         | 國際系列賽 | 男子單打 | 冠軍   |
| 2012年 | 芬蘭羽毛球公開賽           | 國際挑戰賽 | 男子單打 | 冠軍   |
| 2012年 | 碧特博格羽毛球黃金大獎賽   | 黃金大獎賽 | 男子單打 | 準決賽 |
| 2013年 | 歐洲羽毛球混合團體錦標賽   | 其他       | 混合團體 | 準決賽 |
| 2013年 | 法國羽毛球國際賽           | 國際挑戰賽 | 男子單打 | 冠軍   |
| 2013年 | 芬蘭羽毛球公開賽           | 國際挑戰賽 | 男子單打 | 冠軍   |
| 2013年 | 倫敦羽毛球黃金大獎賽       | 黃金大獎賽 | 男子單打 | 準決賽 |
| 2014年 | 歐洲男子羽毛球團體錦標賽   | 其他       | 男子團體 | 亞軍   |
| 2014年 | 歐洲羽毛球錦標賽           | 其他       | 男子單打 | 亞軍   |
| 2014年 | 英聯邦運動會羽毛球比賽     | 其他       | 混合團體 | 銀牌   |
| 2014年 | 英聯邦運動會羽毛球比賽     | 其他       | 男子單打 | 第四名 |
| 2014年 | 荷蘭羽毛球大獎賽           | 大獎賽     | 男子單打 | 準決賽 |
| 2015年 | 瑞典羽毛球大師賽           | 國際挑戰賽 | 男子單打 | 冠軍   |
| 2015年 | 歐洲羽毛球混合團體錦標賽   | 其他       | 混合團體 | 亞軍   |
| 2015年 | 碧特博格羽毛球黃金大獎賽   | 黃金大獎賽 | 男子單打 | 準決賽 |
| 2015年 | 蘇格蘭羽毛球大獎賽         | 大獎賽     | 男子單打 | 亞軍   |
| 2015年 | 美國羽毛球大獎賽           | 大獎賽     | 男子單打 | 亞軍   |
| 2016年 | 歐洲男子羽毛球團體錦標賽   | 其他       | 男子團體 | 季軍   |
| 2016年 | 歐洲羽毛球錦標賽           | 其他       | 男子單打 | 季軍   |
| 2017年 | 歐洲羽毛球錦標賽           | 其他       | 男子單打 | 冠軍   |
| 2018年 | 歐洲羽毛球男女子團體錦標賽 | 其他       | 男子團體 | 亞軍   |
| 2018年 | 英聯邦運動會羽毛球比賽     | 其他       | 混合團體 | 銅牌   |
| 2018年 | 英聯邦運動會羽毛球比賽     | 其他       | 男子單打 | 銅牌   |
| 2018年 | 歐洲羽毛球錦標賽           | 其他       | 男子單打 | 亞軍   |
| 2018年 | 薩洛盧羽毛球公開賽         | 超級100賽  | 男子單打 | 亞軍   |
| 2018年 | 蘇格蘭羽毛球公開賽         | 超級100賽  | 男子單打 | 準決賽 |

| 2007-2017年 | 首要超級賽 | 超級賽 | 黃金大獎賽 | 大獎賽 | 國際挑戰賽 | 國際系列賽 | 未來系列賽 | 其他 |

| 2018-2026年 | 總決賽 | 超級1000賽 | 超級750賽 | 超級500賽 | 超級300賽 | 超級100賽 | 國際挑戰賽 | 國際系列賽 | 未來系列賽 | 其他 |

### 奧運會和世錦賽參賽紀錄
|          | 2009        | 2010 | 2011 | 2012       | 2013 | 2014 | 2015 | 2016 | 2017 | 2018 | 2019 |
| -------- | ----------- | ---- | ---- | ---------- | ---- | ---- | ---- | ---- | ---- | ---- | ---- |
| 男子單打 | 64強 (退賽) | 16強 | 64強 | 小組第二名 | 64強 | 32強 | 64強 | 8強  | 16強 | 32強 | 64強 |

## 外部連結
- 拉吉夫·歐斯夫的Facebook專頁